# Новопавлівська волость (Ананьївський повіт)
Новопавлівська волость — історична адміністративно-територіальна одиниця Ананьївського повіту Херсонської губернії.
Станом на 1886 рік складалася з 11 поселень, 11 сільських громад. Населення — 5659 осіб (2975 чоловічої статі та 2684 — жіночої), 734 дворових господарства.
|                     | Площа, десятин | У тому числі орної, дес. |
| ------------------- | -------------- | ------------------------ |
| Сільських громад    | 2632           | 2632                     |
| Приватної власності | 46452          | 10076                    |
| Казенної власності  | —              | —                        |
| Іншої власності     | 1498           | 236                      |
| Загалом             | 50582          | 12944                    |

Найбільші поселення волості:
- Новопавлівка
- Олексіївка (Врублівка) — колишнє власницьке село при річці Чешка, 314 осіб, 64 двори. За 5 верст — волосне правління (48 верст від повітового міста), православна церква, єврейський молитовний будинок, школа, 2 трактира, 2 постоялих двори, 17 лавок, базари по четвергах. За версту — винний склад. За 12 верст — православна церква.
- Велика Весела — колишнє власницьке село при балці Стовбовій, 46 осіб, 8 дворів, лютеранський молитовний будинок, 2 трактири.
- Любовь-Александрівка — колишнє власницьке село при річці Чешка, 129 осіб, 21 двір, лютеранський молитовний будинок, школа.
- Ново-Василівка (Велика Каратаєва) — колишнє власницьке село при балці Стовбовій, 205 осіб, 44 двори, молитовний будинок, трактир, лавка.
- Филимонівка (Горчакова) — колишнє власницьке село при балці Стовбовій, 191 особа, 20 дворів, молитовний будинок.
- Юзефпіль (Мала Ляхова) — колишнє власницьке село при балці Бакшай, 301 особа, 60 дворів, трактир.